# 川口市役所
川口市役所（かわぐちしやくしょ）は、日本の地方公共団体である川口市の執行機関としての事務を行う施設（役所）である。
1959年（昭和34年）12月以降に順次竣工した旧庁舎は、本庁舎（本館、新館、控室、別館）、分庁舎、第二庁舎、幸町分室、青木分室、市民会館事務棟、鳩ヶ谷庁舎などで構成されたが、本庁舎の老朽化や庁舎等の分散が課題になっていた。
そのため2020年（令和2年）から2025年（令和7年）にかけて川口市新庁舎1期棟（第一本庁舎）及び川口市新庁舎2期棟（第二本庁舎）が建設され、同年12月にかけて部署の移転が進んでおり、保健所機能が移転する鳩ヶ谷庁舎などとともに再整備が行われている。
なお、2025年4月時点では、第一本庁舎と鳩ヶ谷庁舎のほか、青木分室、第二庁舎、分庁舎（教育局）、水道庁舎、朝日環境センターが供用中である。

## 第一本庁舎
2020年（令和2年）3月に完成。地上9階，地下1階，塔屋1階からなる建物である。

### コンセプト
第一本庁舎は4つのコンセプトを掲げ建てられている。
- 「災害に強い庁舎」
免震構造を採用。また荒川の氾濫を想定してオフィスは2階から上の階とし、また浸水した場合でもライフラインの機能を維持できるよう、重要な電気・設備機器は上層階に設けている。
- 「環境にやさしい庁舎」
吹き抜けの空間により自然光による明るく開放感のある雰囲気を生み出している。一番上の部分にある窓を開いて、自然換気に留意している。
- 「だれもが利用しやすい庁舎」
- 「働きやすい庁舎」

### 先進の設計・シビックキューポラ
本庁舎は緑の蒸散効果による外気冷却、庇による日射カット、バルコニー面の照り返しによる間接光の導入、太陽光発電パネルの設置など、随所に省エネへの配慮がなされている。
さらに、本庁舎のシンボルでもあるシビック・キューポラ（吹抜空間）においては、自然光を積極的に取り入れるとともに、吹抜の煙突効果を用いて自然通風・自然換気を促進させている。
視覚的・動線的に各層をつないでおり、どのフロアにも行きやすい設計である。
また、漏水を警戒して、居室空間と屋上緑化を平面的に分け隔てている。
- 川口市役所
- 広い面積の採光窓
- シビックキューポラ・4階

### 庁内フロア
| 階 | 概 要                                                                |
| -- | -------------------------------------------------------------------- |
| 9F | 書庫、機械室                                                         |
| 8F | 委員会室、議会公室、傍聴席                                           |
| 7F | 議場、議長室、議長応接室、副議長室、議員控室、議会事務局、議会図書室 |
| 6F | 職員課など                                                           |
| 5F | 危機管理課など                                                       |
| 4F | 財政課など                                                           |
| 3F | 国保収納課など                                                       |
| 2F | 長寿支援課など                                                       |
| 1F | 駐車場、多目的スペース                                               |

## 第二本庁舎
2025年（令和7年）6月27日に完成した。同年7月27日に内覧会が開かれ、同年8月から順次各課が移転し、9月上旬に開庁式が行われる。
| 階 | 概 要                                                                   |
| -- | ----------------------------------------------------------------------- |
| 6F | 大会議室、ラウンジ                                                      |
| 5F | 教育総務部、学校教育部など（2025年8月4日業務開始）                      |
| 4F | 固定資産税課、市民税課、国保収納課など（2025年8月18日業務開始）         |
| 3F | 子ども部など（2025年8月25日業務開始）                                   |
| 2F | 国民健康保険課、国民年金課、会計課、市民課など（2025年8月12日業務開始） |
| 1F | カフェ「デイジイ」、郵便局など                                          |

## 鳩ヶ谷庁舎

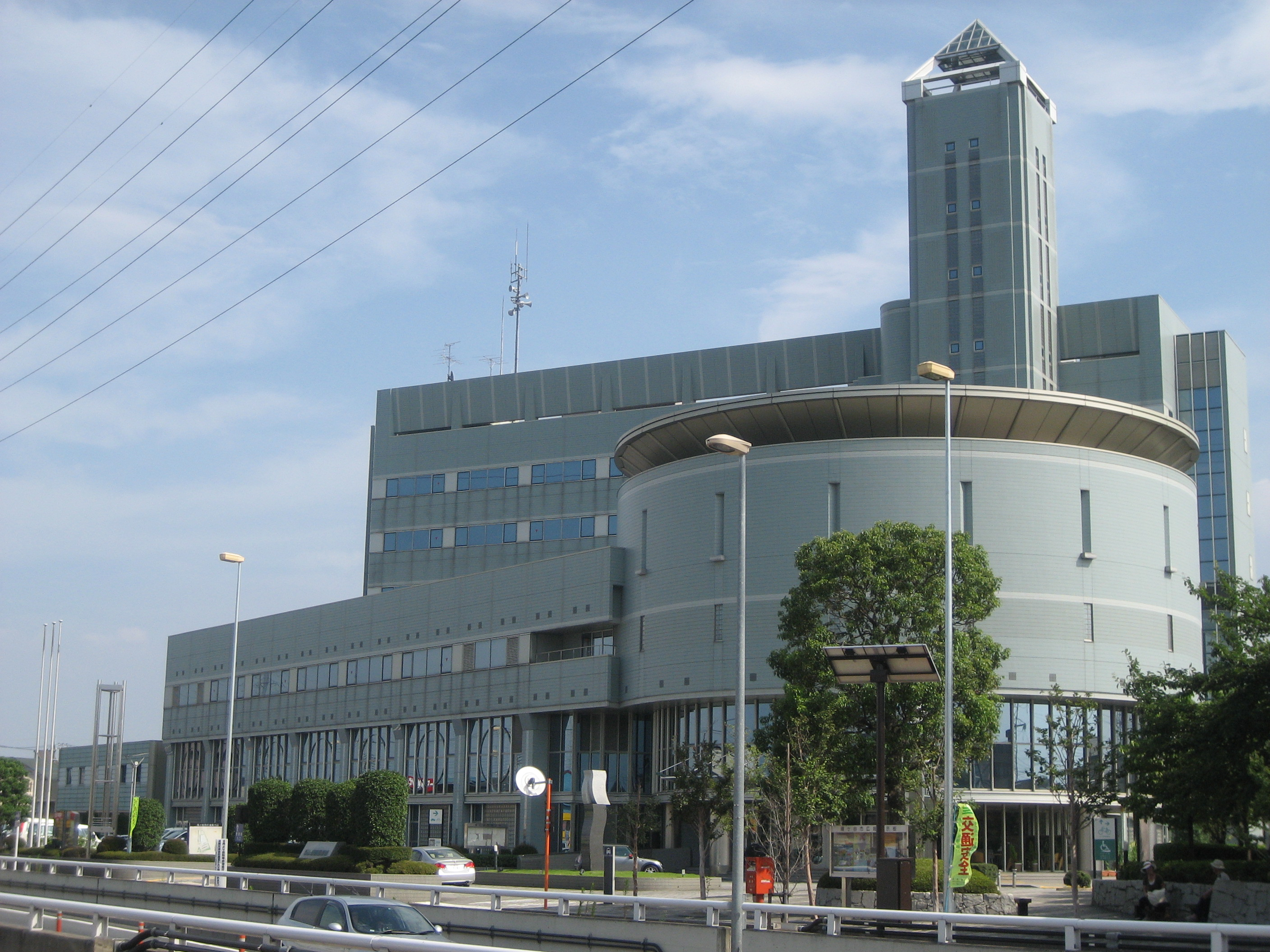
鳩ヶ谷庁舎

1995年（平成7年）2月28日に竣工した。「川口市新庁舎建設基本計画」では保健所機能が入ることとなっており、2025年12月中に鳩ヶ谷庁舎にある建設部、都市計画部、都市整備部が第一本庁舎に移転する。

## 所在地
- 川口市役所第一本庁舎：川口市幸町一丁目6番17号
- 川口市役所第二本庁舎：川口市青木
- 鳩ヶ谷庁舎：川口市三ツ和一丁目14番3号

## アクセス

### 川口市役所第一本庁舎
- 徒歩:川口駅東口から徒歩11分。
- バス利用:川口駅東口4番乗り場より…
  - （川01）朝日三丁目 行
  - （川05）蕨駅東口 行
  - （川05-2）上青木五丁目 行 「市役所前」下車 → 徒歩1分
- 川口駅東口5番乗り場より…
  - （川07）サンテピア 行 「市役所前」下車 → 徒歩1分

### 鳩ヶ谷庁舎
- 西川口駅東口よりバス「鳩ヶ谷庁舎」下車徒歩2分。

## 旧庁舎

### 構成
- 本庁舎
  - 本館 - 1959年（昭和34年）12月25日竣工[2]。
  - 新館 - 1964年（昭和39年）9月11日竣工[2]。
  - 控室 - 1968年（昭和43年）12月25日竣工[2]。
  - 別館 - 1972年（昭和47年）11月25日竣工[2]。
- 分庁舎 - 1982年（昭和57年）12月9日竣工[2]。
- 第二庁舎 - 1991年（平成3年）3月20日竣工[2]。
- 幸町分室 - 1993年（平成5年）10月1日竣工[2]。
- 青木分室 - 1999年（平成11年）8月31日竣工[2]。
- 市民会館事務棟 - 1966年（昭和41年）10月14日竣工[2]。
- 鳩ヶ谷庁舎 - 1995年（平成7年）2月28日竣工[2]。
- 朝日環境センター - 2002年（平成14年）11月29日竣工[2]。
- 水道庁舎
  - A棟 - 1968年（昭和43年）12月竣工[2]。
  - C棟 - 1998年（平成10年）4月竣工[2]。

### 旧・本庁舎

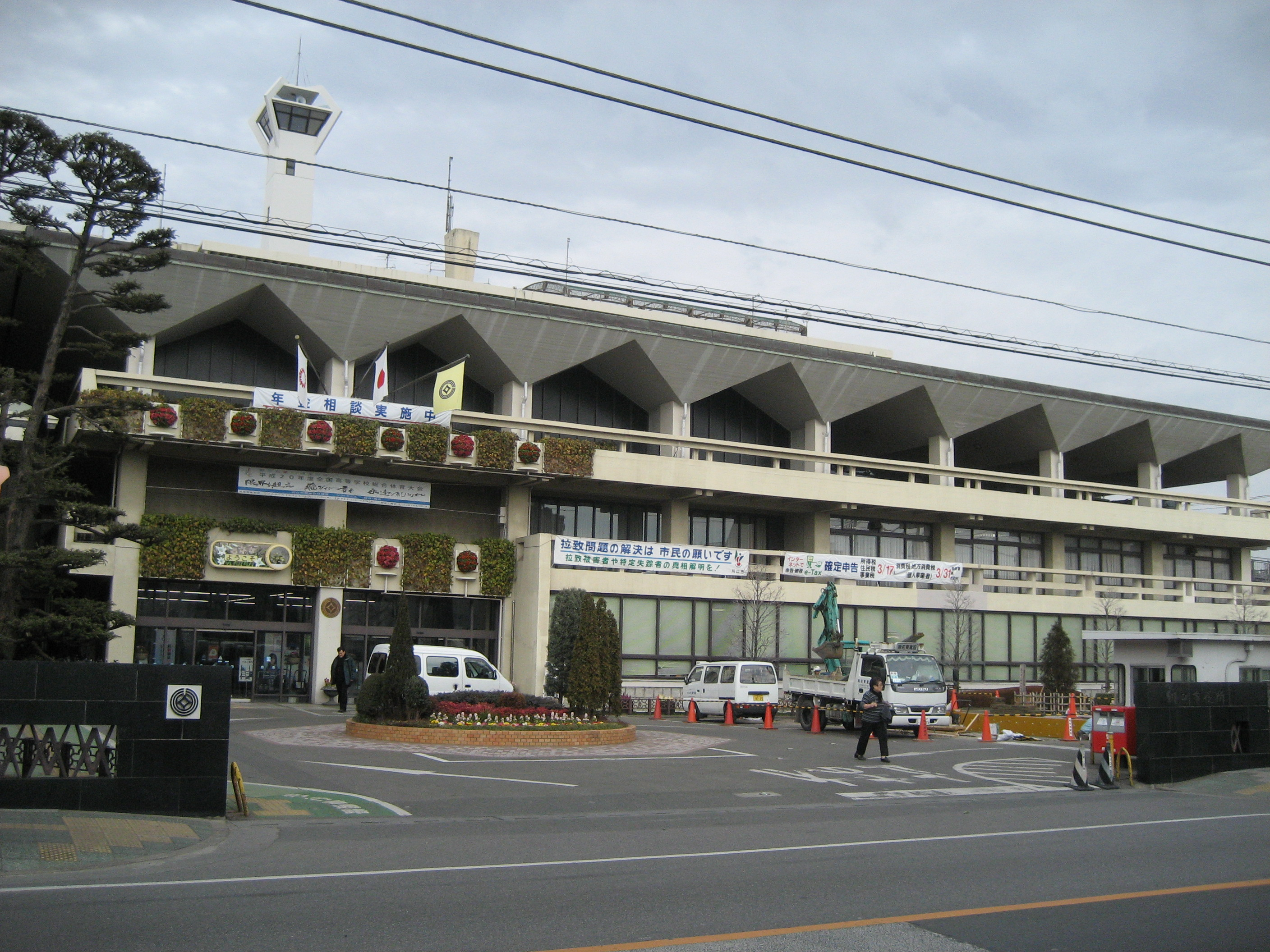
旧・本庁舎

| 階  | 概 要 |
| --- | --- |
| 5F  | 政策審議室、総務課、管財課、選挙管理委員会事務局、監査委員事務局、大会議室                                                                                                 |
| 4F  | 秘書課、広報課、総合政策課、行政経営推進室、財政課、経済総務課、産業振興課、労政課、農政課、農業委員会事務局                                                               |
| 3F  | 税制課、納税課、市民税課、固定資産税課 |
| 2F  | 情報政策課、職員課、行政管理課、議会事務局、青少年対策室、第3会議室 |
| 1F  | 介護保険課、長寿支援課、高齢者保険事業室、障害福祉課、市民課、国民健康保険課、国民年金課、税制課（税証明窓口）、会計課、市民相談室、市政情報コーナー、消費生活相談コーナー |
| B1F | 地下食堂 |

## 沿革
- 1927年（昭和2年）12月15日 - 旧川口町役場は北足立郡川口町950番地に設置（現在の栄町公民館の場所に相当）。
- 1933年（昭和8年）4月18日 - 川口市の市制施行により市役所の住所は埼玉県川口市950番地となる（現在の栄町公民館の場所に相当）。
- 1935年（昭和10年）7月8日 - 市役所は現在地へ移転し、当時の住所は埼玉県川口市大字下青木3560番地であった。
- 1941年（昭和16年）4月5日 - 耕地整理により住所が、埼玉県川口市青木1丁目198番地と変更。
- 1959年（昭和34年）12月25日 - 本庁舎（本館）が竣工[2]。
- 1973年（昭和48年）3月1日 - 住居表示が変更されたことにともない、埼玉県川口市青木二丁目1番1号となり現在に至る。
- 2013年（平成25年）11月22日 - 市役所本庁舎を現在地で建て替える方針を表明[8]。
- 2018年（平成30年）1月 - 新庁舎1期棟（第一本庁舎）が市民会館の跡地にて着工。
- 2020年（令和2年）5月7日 - 第一本庁舎完成。
- 2025年（令和7年）6月27日 - 第二本庁舎が完成[7]。

## 川口市役所の支所
- 鳩ヶ谷庁舎・鳩ヶ谷支所
- 芝支所
- 新郷支所
- 神根支所
- 安行支所
- 東川口駅前行政センター（戸塚支所を移転・改称）
- 川口駅前行政センター（キュポ・ラ本館棟4階）